# Královna víl (folklór)

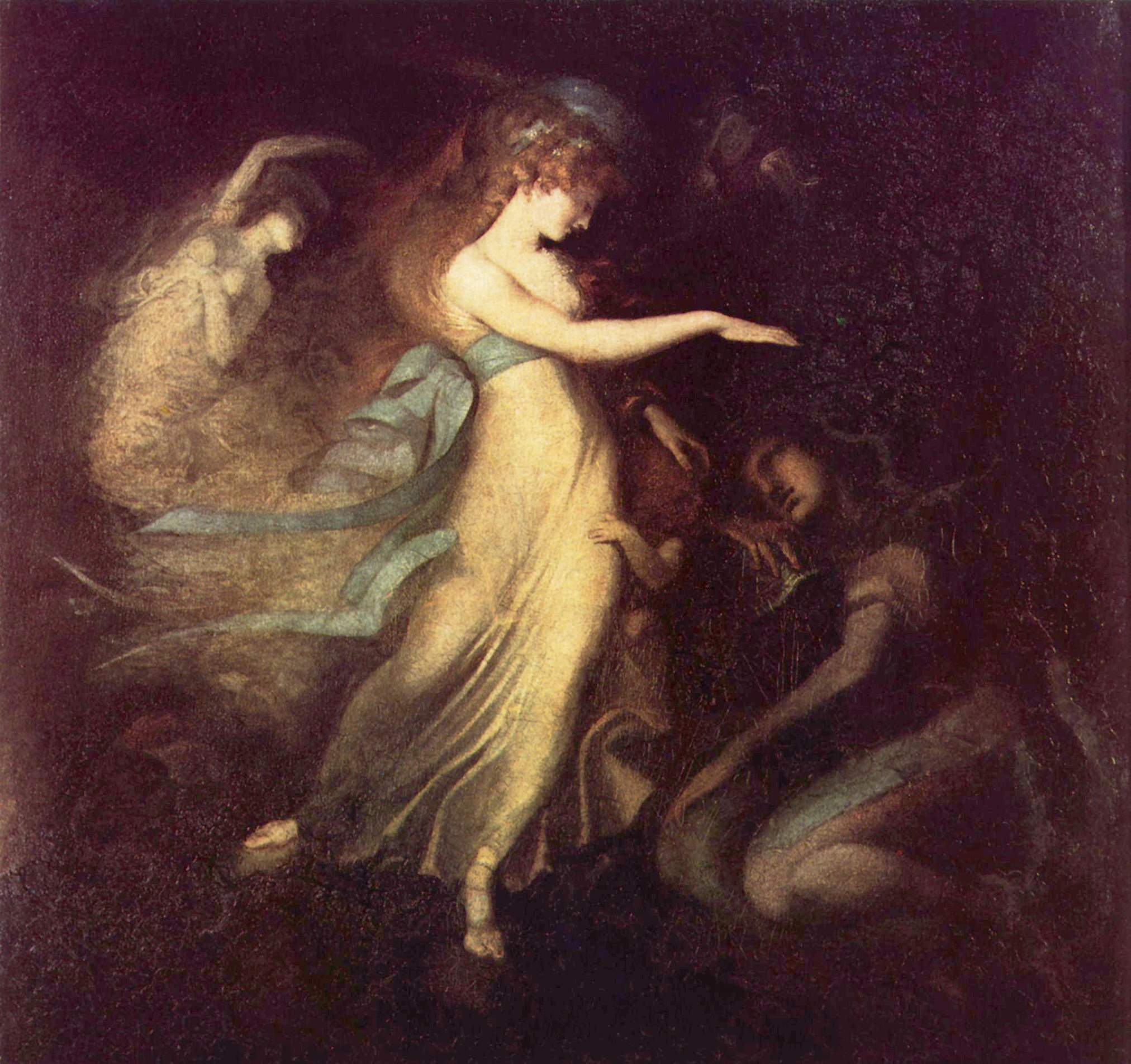
Henry Fuseli, Princ Artuš a královna víl, cca 1788

Královna víl je postava z folklóru Britských ostrovů, vládkyně víl a elfů, někdy doprovázená svým manželem, králem víl. Bývá často bezejmenná, skrze literaturu byly ale popularizována jména jako Titania nebo Mab.
Podle medievalistky Lucy Allen Paton se v královnu víl proměnila artušovská postava Morgany.Duchovní spisovatelka Patricia Monaghan za královny víl označuje celou řadu irských bohyň, především Áine, Clídnu a Fand.

## Čarodějnické procesy
Královna víl se objevuje ve skotských čarodějnických procesech z přelomu 16. a 17. století, především ve výpovědi žen, někdy, ale také mužů, kteří uvedli, že chodili k „dobrým lidem“ či „dobrým sousedům“, tedy vílám. Isabel Gowdie vypověděla, že královna i její král byli velice krásní a že jí královna dala velké množství masa. Andrew Man uvedl, že se poklonil královně elfů a ďáblu v podobě jelena, jehož jméno bylo Christsonday „Kristova neděle“. Tento „ďábel“ byl podle Mana andělem a kmotřencem Boha, královna mu byla podřízena, ale dobře se vyznala v kouzlech. Elfové měli mít lidskou podobu i oděv, ač byli stíny, a vystrojili hostinu, hráli a tančili. S královnou měl mít Man také sex.
Historik Carlo Ginzburg se domnívá, že ve těchto a dalších výpovědích se ukrývají lidové představy, jen tence zastřené motivem čarodějnictví a styku s ďábly dodaným soudci, které spojuje například s tvrzeními furlánských benadantů nebo livonského vlkodlaka Thiesse.